# Tour de France 1914
| 12. Tour de France 1914 – Endstand |                     |                           |
| Streckenlänge                      | 15 Etappen, 5391 km | 15 Etappen, 5391 km       |
| Toursieger                         | Philippe Thys       | 200:28:48 h (26,890 km/h) |
| Zweiter                            | Henri Pélissier     | + 1:50 min                |
| Dritter                            | Jean Alavoine       | + 36:53 min               |
| Vierter                            | Jean Rossius        | + 1:57:05 h               |
| Fünfter                            | Gustave Garrigou    | + 3:00:21 h               |
| Sechster                           | Alfons Spiessens    | + 3:20:59 h               |
| Siebenter                          | Émile Georget       | + 3:53:55 h               |
| Achter                             | Firmin Lambot       | + 5:08:54 h               |
| Neunter                            | François Faber      | + 6:15:53 h               |
| Zehnter                            | Louis Heusghem      | + 7:49:02 h               |

Streckenkarte der Tour de France 1914

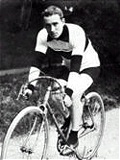
Philippe Thys, Gewinner der Tour de France 1914

Die zwölfte Tour de France fand vom 28. Juni bis 26. Juli 1914 statt. Insgesamt mussten die Fahrer auf 15 Etappen 5405 km zurücklegen. Die Durchschnittsgeschwindigkeit betrug 27,028 km/h. Der Tourstart lag in Saint-Cloud, das Ziel im Pariser Parc des Princes. Von den 145 gestarteten Fahrern erreichten 54 das Ziel.

## Rennverlauf
Die Mannschaft von Peugeot dominierte die Rundfahrt: Sie beherrschte 11 der 15 Etappen und platzierte gleich drei Mitglieder auf das Schlusspodium. Mit Don Kirkham und Ivor Munro nahmen zum ersten Mal Australier an der Tour teil.
Gleich am ersten Tag konnte der Belgier Philippe Thys die Gesamtführung übernehmen und gab sie bis zum Ziel nicht mehr ab. Von der zweiten bis zur sechsten Etappe musste er sich die Führung allerdings mit seinem Landsmann Jean Rossius teilen. Thys gewann die erste Etappe zeitgleich vor Rossius. Die zweite Etappe konnte Rossius für sich entscheiden, Thys wurde mit der gleichen Zeit Zweiter. Da nun beide die gleiche Zeit und identische Etappenplatzierungen hatten, teilten sie sich den ersten Rang. Während der sechsten Etappe gelang es Thys sich von Rossius abzusetzen. Rossius beendete die Rundfahrt als Vierter. Thys hatte am Ende nur einen Vorsprung von 1:50 Minuten auf Henri Pélissier, weil er eine Zeitstrafe von 30 Minuten erhalten hatte. Auf der vorletzten Etappe von Longwy nach Dünkirchen hatte er eine nicht genehmigte Straße benutzt.
Am Tag der ersten Etappe wurde Franz Ferdinand in Sarajevo ermordet, was den Ersten Weltkrieg auslöste. Viele Teilnehmer wurden nach der Tour wegen der Generalmobilmachung zum Militär eingezogen. Bis 1919 sollte es keine Tour de France mehr geben.

## Die Etappen
| Etappen    | Start – Ziel          | km  | Etappensieger    | Gesamterster                 |
| ---------- | --------------------- | --- | ---------------- | ---------------------------- |
| 1. Etappe  | Paris – Le Havre      | 388 | Philippe Thys    | Philippe Thys                |
| 2. Etappe  | Le Havre – Cherbourg  | 364 | Jean Rossius     | Philippe Thys / Jean Rossius |
| 3. Etappe  | Cherbourg – Brest     | 405 | Emile Engel      | Philippe Thys / Jean Rossius |
| 4. Etappe  | Brest – La Rochelle   | 470 | Oscar Egg        | Philippe Thys / Jean Rossius |
| 5. Etappe  | La Rochelle – Bayonne | 379 | Oscar Egg        | Philippe Thys / Jean Rossius |
| 6. Etappe  | Bayonne – Luchon      | 326 | Firmin Lambot    | Philippe Thys                |
| 7. Etappe  | Luchon – Perpignan    | 323 | Jean Alavoine    | Philippe Thys                |
| 8. Etappe  | Perpignan – Marseille | 370 | Octave Lapize    | Philippe Thys                |
| 9. Etappe  | Marseille – Nizza     | 338 | Jean Rossius     | Philippe Thys                |
| 10. Etappe | Nizza – Grenoble      | 323 | Henri Pélissier  | Philippe Thys                |
| 11. Etappe | Grenoble – Genf (CH)  | 325 | Gustave Garrigou | Philippe Thys                |
| 12. Etappe | Genf (CH) – Belfort   | 325 | Henri Pélissier  | Philippe Thys                |
| 13. Etappe | Belfort – Longwy      | 325 | François Faber   | Philippe Thys                |
| 14. Etappe | Longwy – Dunkerque    | 390 | François Faber   | Philippe Thys                |
| 15. Etappe | Dunkerque – Paris     | 340 | Henri Pélissier  | Philippe Thys                |